# XI. Benedek pápa
Boldog XI. Benedek (1240, Treviso – 1304. július 7., Perugia) néven kezdte meg pontifikátusát a katolikus egyház történetének 194. pápája. Benedek személyében az első domonkos rendi egyházfő foglalhatta el a legfőbb egyházi hivatalt. Benedek mindössze nyolc hónapot töltött a pápai trónon, amelynek rövidségét sokan mérgezés számlájára írják. A rövid uralom talán annál is kevesebb eredményt hozott. Benedek megpróbálta helyreállítani a Szentszék kapcsolatait IV. Fülöp, francia királlyal, azonban Szép Fülöp nem tudott túljutni Bonifác pontifikátusán és azon a tényen, hogy nem szólhatott bele a pápaválasztásba.

## A domonkosok között
1240-ben született Niccolò Boccasini néven Treviso városában. A vallásos családról a krónikák nem sokat őriztek meg, mindössze annyi bizonyos, hogy Niccolò igen fiatalon, már tizennégy évesen (más források szerint 1257-ben, azaz tizenhét éves korában) a domonkos rend tagjai közé állt. A koldulórend szárnyai alatt nevelkedett. Milánóban és Velencében folytatta tanulmányait, és tizennégy évnyi tanulás után az egyre csillogóbb elméjű ifjút a teológia lektorává avatták. 1276-tól tanárként oktathatta a teológiát. 1286-ban Lombardia tartományfőnöke, majd 1296-ban a domonkos rend generálisa lett. A szerzetesrend élén kiváló lelki vezetőnek bizonyult. A nagymesterrel közelebbi kapcsolatba került VIII. Bonifác pápa is, akit Boccasini minden lehetséges eszközzel támogatott. Rendeletben tiltotta meg rendjének, hogy bárki szembeforduljon a sokak által vitatott legitimitású pápával.
A hűséges klerikus hamarosan Bonifác legfontosabb támaszává vált a római kúriában. Az egyházfő kegye nemcsak a dominikánus rend fejlesztette és gyarapította, de Boccasininek is fontos, bizalmi feladatokat hozott. 1298-ban ő vezethette azt a pápai legátust, amely Franciaországba utazott, hogy megpróbálja megbékíteni a hadban álló Angliát és Franciaországot. A sikeres küldetés a pápai udvarban nem maradt viszonzatlan: 1298-ban Bonifác bíborosi rangjára emelte Boccasinit. Hamarosan Ostia és Velletri püspökévé szentelte, és rábízta a bíborosi kollégium dékáni hivatalát is.

## Magyarországi legátus
A magyar rendek nem akarták a horvát urak által támogatott Károly Róbertet uralkodójuknak, és a trónra a cseh uralkodó gyermekét, Vencelt hívták meg.
Bonifác szívesen küldte külföldre a kitűnő diplomata bíborost, hogy érvényesítse Róma akaratát, ezért 1301. május 13-án kelt dekrétumával Magyarországra delegálta pápai legátusként, hogy az Árpád-ház kihalása utáni trónviszályban a trónt az Anjou Károly Róbertnek igyekezzen biztosítani. A bíboros azonban ezúttal nem tudott sikereket elérni, ugyanis kötötték kezét az erőszakos és hatalmaskodó pápa részletes utasításai. Mivel a hagyomány szerint a királyt az esztergomi érseknek kellett megkoronáznia, a pápa megkövetelte, hogy teljes tekintélyével álljon ki a kétséges legitimitású választott esztergomi érsek, Bicskei Gergely mellett. Boccasini hiába ígérte meg a magyar püspököknek, hogy a pápával kivizsgáltatja az általánosan utált Bicskei gyanús érsekké választását és hatalmaskodásait, kérését a pápa elutasította. Szigorúan meghagyta, hogy mindazon papokat, akik parancsainak nem engednek, megfenyítsék, a vétkeseket Rómába idézzék.
A bíboros több zsinatot tartott és gyűlést szervezett. Idővel több világi hatalmasságot is bevont tárgyalásaiba, és ők a nem túl kedvelt cseh orientáció helyett mindinkább hajlottak a valódi hatalom nélkülinek gondolt Károly Róbert gyermekkirály elismerésére. Ezek hatására pártja a Horvátországgal határos területeken szépen gyarapodott. Károly 1302 szeptemberében elfoglalta a Dunántúlt, és Buda bevételére készült
Károly 1302 szeptemberében elfoglalta a Dunántúlt, és Buda bevételére készült. Kisebb hadával felvonult Vencel székvárosa, Buda alá, de nem engedték be a városba. Bosszúból feldúlta a város körüli szőlőket, majd Kőszegi Iván fellépésére visszavonult a Délvidékre.

## Küldetésének utóélete
A sikertelen tárgyalások után hazatérő bíboros Anagniba utazott, hogy beszámoljon Bonifácnak a történtekről. Rómába visszatérve nagy szerepet játszott a Lateránban Bonifác hatalmának megvédésében, miután IV. Fülöp francia király államminisztere, Guillaume de Nogaret megtámadta és két napra elfogta a pápát. Eközben megölték az érseki jelvényeinek átvételére Rómába hívott Bicskei Gergelyt. Bonifác egy hónap múlva halt bele a megkínzatás sebeibe.

## Pápává választása
Bonifác elhunyta után a konklávéban újra összecsaptak az érdekek — a franciapártiak és ellenfeleik, az Orsini és a Colonna család. Tizenegy napos vita után a kollégium 1303. október 22-én egyöntetűen az ülésen részt nem vevő Boccasinit választotta egyházfővé, és ő a XI. Benedek nevet vette fel. A hivatalos vatikáni felsorolásokból kitűnik, hogy XI. Benedek előtt IX. Benedek pápa áll ezzel a névvel. A magyarázat az, hogy az egyház időközben ellenpápának minősítette X. Benedeket, és ezzel az ő sorszáma kiesett. Erről Boccasini megválasztásakor még mit sem lehetett tudni, így az új egyházfő nyugodtan vette fel a sorban következő XI. sorszámot.

## Rövid egyházi vezetés
A megválasztott domonkos szerzetesnek két út között kellett választania. Egyrészt Bonifác iránti hűsége azt diktálta, hogy a néhai egyházfő nézeteit és útmutatásait kövesse. Másrészt tudta, hogy a pattanásig feszült politikai légkörben Bonifác politikájának folytatása újra véres háborúkhoz vezetne. Ezért már koronázási beszédében is kiemelte, hogy új alapokra helyezi a Szentszék külpolitikáját. Pontifikátusának lényege tulajdonképpen abban állt, hogy megpróbálja helyreállítani a békét IV. Fülöp udvara és Róma között. A békének azonban két éle volt. Amikor koronázási ünnepsége lezajlott az örök városban, Fülöp három követet küldött Benedek udvarába, hogy üdvözölje az új egyházfőt. A szokásos jókívánságok mellett a követek közvetítették Fülöp óhaját is, miszerint vegye vissza Franciaországot és annak uralkodóját a katolikus egyház kötelékeibe. Benedek úgy vélte, hogy a béke ezáltal közelebb kerülhet, így feloldotta az országra kirótt interdiktumot és a Fülöpre kimondott egyházi átkot. A pápa emellett visszaadta hivatalosan is a Bonifác által elvitatott uralkodói jogokat. A két Colonna bíborost is felmentette az átok alól, de azok korábbi tisztségét nem erősítette meg. Mindezek mellett 1304. június 7-én egyházi átokkal sújtotta Nogaret államminisztert és Sciarra Colonnát valamint mindenkit, aki részt vett a Bonifác elleni anagni merényletben.
De mindez, az átkok kiosztásával együtt sem győzte meg a franciák ellen ágáló rómaiakat. Rómában ezúttal az Orsinik vezényletével felkelés tört ki Benedek ellen, akit azzal vádoltak, hogy a franciák kezére játssza a várost. Benedeknek koronázása után nem sokkal menekülnie kellett Rómából, és egész udvarával együtt Perugia városába költözött. Ettől kezdve több mint hetven éven át nem került vissza az egyházfői székhely Róma városába. A kitűnő diplomata pápa törekvését sehol sem tisztelték. Noha Benedek intézkedései nem sértették a Laterán elért eredményeit, és Bonifác ellen sem irányultak, mégis felbőszítette a rómaiakat. Fülöp viszont ettől is többet akart. Ugyan sikerült elérnie, hogy Benedek néhány fejezetet visszavonjon az Unam sanctam kezdetű bullából, Fülöp vád alá akarta helyezni Bonifácot és semmissé nyilvánítani minden egyházfői határozatát. Miután ebbe Benedek nem egyezett bele, a történelem homályában valószínűleg újra beindult Nogaret titkos szervezkedése. A pápa 1304. július 7-én váratlanul meghalt perugai palotájában. A korabeli krónikák a mérgezést sem zárták ki, amelyet a francia államminiszter támogatásával hajtottak végre. 1773-ban boldoggá avatták, és július 7-ei ünnepét a domonkos rend egyik legjelesebb ünnepei között tartják számon.

## Művei
- Documenta Catholica Omnia (latin nyelven). (Hozzáférés: 2011. december 6.)